# Hans Schmidt (Historiker)
Hans Schmidt (* 15. November 1930 in Ludwigshafen am Rhein; † 8. März 1998 in München) war ein deutscher Historiker.

## Leben
Hans Schmidt wurde als Sohn eines mittelständischen Unternehmers in Ludwigshafen am Rhein geboren. Nach dem Abitur an der Oberrealschule zu Neustadt studierte er Geschichte, Amerikanische Kulturgeschichte und Anglistik an der  Ludwig-Maximilians-Universität München, der Albert-Ludwigs-Universität Freiburg und der Sorbonne in Paris. 1959 erhielt er den Münchner Universitätspreis. Er wurde 1960 bei Franz Schnabel an der Philosophischen Fakultät der Ludwig-Maximilians-Universität München mit der Dissertation Kurfürst Karl Philipp von der Pfalz als Reichsfürst zum Dr. phil. (summa cum laude) promoviert. 1961/62 war er Stipendiat am Römischen Institut der Görres-Gesellschaft. Danach war er Assistent von Friedrich Georg Friedmann am Münchner Institut für Amerikanistik. 1967 wurde er auf Vermittlung von Fritz Wagner Forschungsstipendiat der DFG. 1970 folgte die Habilitation in Mittlerer und Neuerer Geschichte über das Haus Pfalz-Neuburg im 17. Jahrhundert.
Von 1970 bis zu seiner Emeritierung 1993 war er zuerst Privatdozent und dann Professor für Neuere Geschichte an der Ludwig-Maximilians-Universität München. Seine Forschungsschwerpunkte waren die Reichsgeschichte und Europäische Geschichte des 17. Jahrhunderts sowie die Kriegs- und Militärgeschichte der Frühen Neuzeit, des 19. und 20. Jahrhunderts. Er gehörte zu denjenigen Frühneuzeitforschern, die sich intensiv dem Militär zuwandten.
Zu seinen akademischen Schülern gehörten u. a. Marcus Junkelmann, Alexander Koller, Wolfgang Meighörner, Harald Potempa, Bernd Roeck, Josef Johannes Schmid, Dieter Storz, Markus Völkel und Frank Wernitz; auch Martin Rink und Thomas Müller beeinflusste er stark.
Schmidt war Fachbereichsrat der Philosophischen Fakultät für Geschichts- und Kunstwissenschaft, langjähriges Mitglied der Görres-Gesellschaft, Mitglied des wissenschaftlichen Beirats des Bayerischen Armeemuseums und engagierte sich im Bund der Pfalzfreunde. Außerdem war er Lehrbeauftragter für Militärgeschichte an der Universität der Bundeswehr München.
Sein Nachlass befindet sich im Universitätsarchiv der LMU München. 1998 erwarb das Bayerische Hauptstaatsarchiv in München die militär- und kunstgeschichtlich ausgerichtete Bibliothek des Forschers, die in der Abteilung IV (Kriegsarchiv) aufbewahrt wird.

## Schriften (Auswahl)
- Kurfürst Karl Philipp von der Pfalz als Reichsfürst (= Forschungen zur Geschichte Mannheims und der Pfalz. N.F. Bd. 2). Bibliographisches Institut, Mannheim 1963.
- Philipp Wilhelm von Pfalz-Neuburg (1615–1690). Als Gestalt der deutschen und europäischen Politik des 17. Jahrhunderts. Band 1: 1615–1658. Pädagogischer Verlag Schwann, Düsseldorf 1973, ISBN 3-508-00224-1.
- Persönlichkeit, Politik und Konfession im Europa des Ancien Régime. Aufsätze und Vorträge zur Geschichte der frühen Neuzeit (= Beiträge zur deutschen und europäischen Geschichte. Bd. 13). Krämer, Hamburg 1995, ISBN 3-926952-99-7.